# Stilpnoblatta
Stilpnoblatta är ett släkte av kackerlackor. Stilpnoblatta ingår i familjen jättekackerlackor.
Kladogram enligt Catalogue of Life:
| Stilpnoblatta | \| \| Stilpnoblatta malaya \| \| \| \| \| \| Stilpnoblatta nepalensis \| \| \| \| \| \| Stilpnoblatta opaca \| \| \| \| |
|               | \| \| Stilpnoblatta malaya \| \| \| \| \| \| Stilpnoblatta nepalensis \| \| \| \| \| \| Stilpnoblatta opaca \| \| \| \| |
|               | Stilpnoblatta malaya |
|               | |
|               | Stilpnoblatta nepalensis                                                                                                |
|               | |
|               | Stilpnoblatta opaca |
|               | |